# CJ Allen
Craig James Allen, detto CJ (Pullman, 14 febbraio 1995), è un ostacolista statunitense.

## Progressione

### 400 metri ostacoli
| Stagione | Misura | Luogo          | Data      | Rank. Mond. |
| -------- | ------ | -------------- | --------- | ----------- |
| 2024     | 47"81  | Eugene         | 30-6-2024 |             |
| 2023     | 47"58  | Oslo           | 15-6-2023 |             |
| 2022     | 48"17  | Eugene         | 26-6-2022 |             |
| 2021     | 48"73  | Marietta       | 9-7-2021  |             |
| 2019     | 49"32  | Chula Vista    | 13-7-2019 |             |
| 2018     | 49"40  | Heusden-Zolder | 21-7-2018 |             |
| 2017     | 49"40  | Austin         | 26-5-2017 |             |
| 2016     | 50"16  | Tempe          | 9-4-2016  |             |
| 2015     | 50"83  | Walnut         | 18-4-2015 |             |
| 2014     | 51"14  | Pullman        | 18-5-2014 |             |

## Palmarès
| Anno | Manifestazione   | Sede     | Evento   | Risultato  | Prestazione | Note  |
| ---- | ---------------- | -------- | -------- | ---------- | ----------- | ----- |
| 2022 | Campionati NACAC | Freeport | 400 m hs | Bronzo     | 48"23       |       |
| 2023 | Mondiali         | Budapest | 400 m hs | Semifinale | 48"44       | [ 2 ] |
| 2024 | Giochi olimpici  | Parigi   | 400 m hs | Semifinale | 48"44       |       |

## Altre competizioni internazionali
2022
- 6º al Prefontaine Classic ( Eugene), 400 m hs - 48"76
- Argento al Bauhaus-Galan ( Stoccolma), 400 m hs - 48"28
- 6º al Kamila Skolimowska Memorial ( Chorzów), 400 m hs - 49"01
- Bronzo al Weltklasse Zürich ( Zurigo), 400 m hs - 48"21

2023
- Argento al Doha Diamond League ( Doha), 400 m hs - 47"93
- Oro al Meeting de Paris ( Parigi), 400 m hs - 47"92
- Argento ai Bislett Games ( Oslo), 400 m hs - 47"57
- Bronzo all'Herculis ( Monaco), 400 m hs - 47"84
- 4º al Weltklasse Zürich ( Zurigo), 400 m hs - 48"28
- 9º al Prefontaine Classic (Finale) ( Eugene), 400 m hs - 48"62

2024
- Argento al Doha Diamond League ( Doha), 400 m hs - 48"39
- Bronzo al Prefontaine Classic ( Eugene), 400 m hs - 48"99
- 6º ai Bislett Games ( Oslo), 400 m hs - 49"42
- Bronzo al Bauhaus-Galan ( Stoccolma), 400 m hs - 48"12
- 6º all'Herculis ( Monaco), 400 m hs - 48"28